# Rivière Lekau
Rivière Lekau är ett vattendrag i Kanada.   Det ligger i provinsen Québec, i den östra delen av landet, 600 km nordost om huvudstaden Ottawa.
I omgivningarna runt Rivière Lekau växer i huvudsak blandskog. Trakten runt Rivière Lekau är nära nog obefolkad, med mindre än två invånare per kvadratkilometer.